# Cône de scories

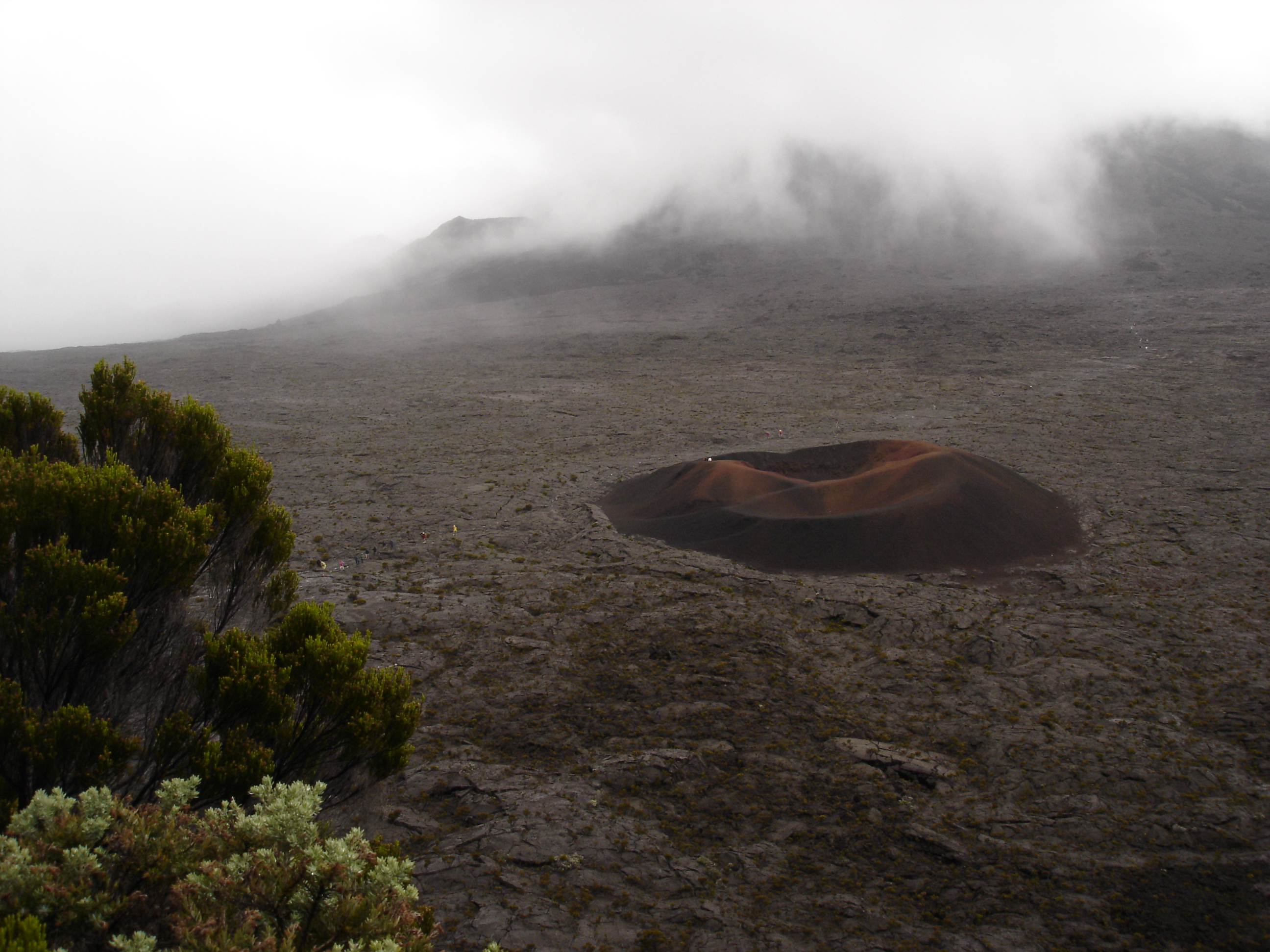
Le Formica Leo, un cône de scories né d'une bouche éruptive latérale du piton de la Fournaise sur l'île de La Réunion.

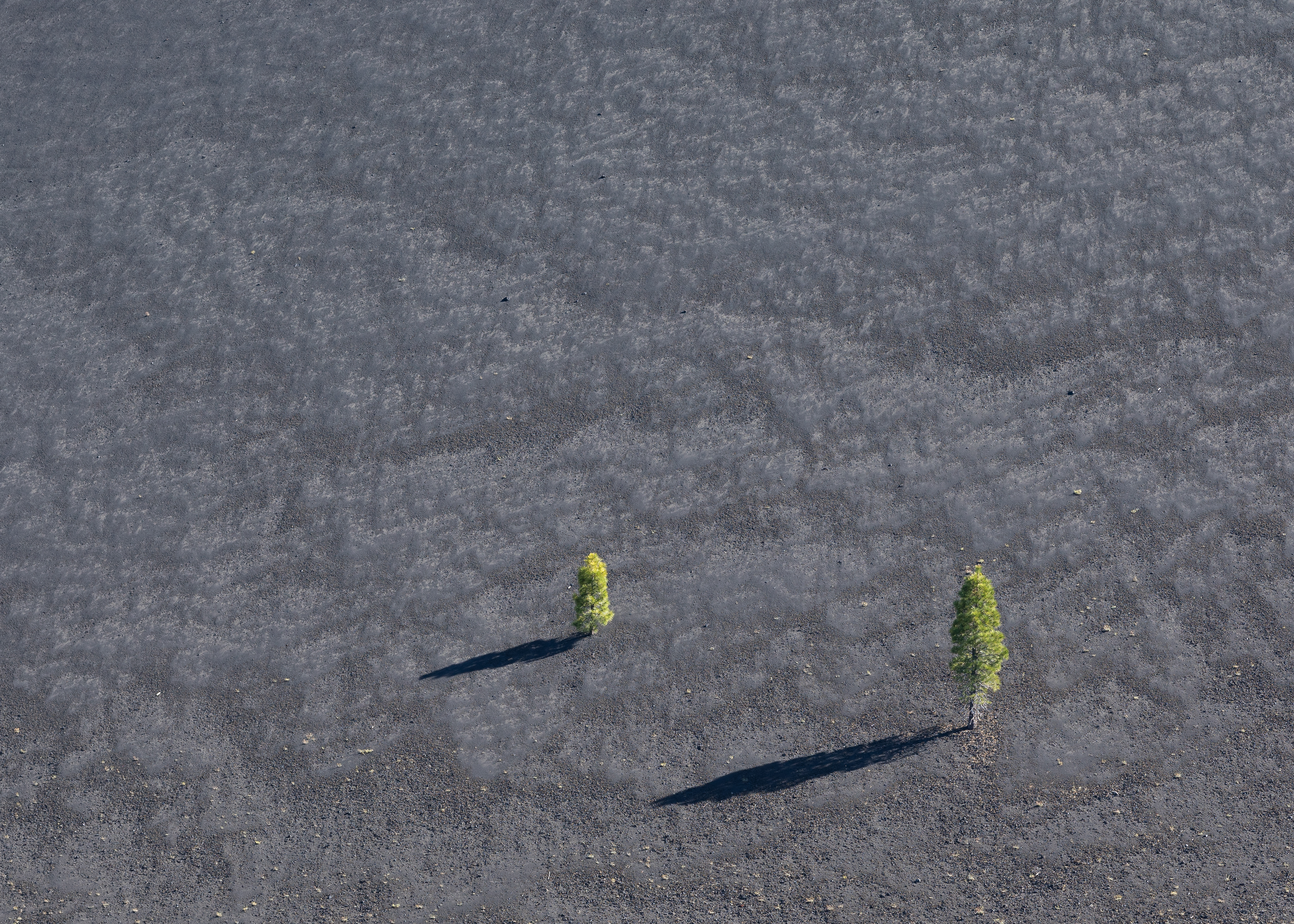
Des pins sur un cône de scories dans le parc national volcanique de Lassen.

Un cône de scories, parfois dénommé cône de cendres, est un édifice volcanique de forme conique, formé par l'empilement d'éjectas (des fragments de roches magmatiques éjectés par une éruption volcanique). Dans ces éjectas la proportion de scories et de cendres est variable, mais les scories sont généralement majoritaires.
Les cônes de scories sont des volcans souvent monogéniques, ou formés par une petite série d'éruptions.